# Philippe Gerbet
Philippe Gerbet   (Poligny, 5 de febrer de 1798 - Perpinyà, 7 d'agost de 1864) fou un sacerdot catòlic, escriptor i periodista francès, bisbe de la Diòcesi de Perpinyà del 1854 al 1864.

## Biografia
Philippe-Olympe és el quart fill de Marie Josèphe Grenier i de Jean-Philippe Gerbet, comerciant de draperia. La seva família és d'Arbois per part paterna i de Poligny per part materna. La família Gerbet és qualificada de "burgesa", "honrada" i "opulenta" pels habitants de Poligny, són una família benestant. El seu germà (Aristide-Philippe) i la seva germana (Marie-Louise) van morir joves. Només el seu germà gran, Olympe-François, va arribar a l'edat adulta. Felip, com el seu germà gran, porta el nom d'Olympe en referència a un sant molt famós del Jura, abat del monestir de Condat també anomenat abadia de Saint-Claude.
Philippe és educat per la seva mare, que es queda soltera després que el seu marit marxa de casa. Esdeveniment que va ser mal percebut per aquesta època i que va ser un moment difícil de viure per a ell i el seu germà.
El 1814 ingressà al seminari de Besançon, i continuà la seva formació al seminari de Saint-Sulpice de París el 1818, per rebre la iniciació al sacerdoci. Es va matricular a les classes de filosofia, un preludi necessari dels estudis teològics. Les lliçons eren impartides a l'Acadèmia de Besançon, per M. l'abbé Astier. A tot arreu Philippe era a la primera fila, tant és així que se li va batejar el braç dret del senyor Astier. Aquests cursos marquen l'inici de l'estudi d'una ciència que esdevindrà la principal ocupació de tota la seva vida.
El 1820 va rebre el subdiaconat, a l'església de Saint-Sulpice, de mans del cardenal Alexandre-Angélique de Talleyrand-Périgord, arquebisbe de París. El 1822, va ser ascendit a sacerdot per l'arquebisbe de París, Hyacinthe-Louis de Quélen a l'església metropolitana de Notre-Dame.
Admirador de Felicité de Lamennais, famós per ser l'autor de l''Essai sur l'indifférence, Gerbet s'uní al cercle dels seus deixebles, reunits a Le Chênaie, propietat de Lamennais, a la Bretanya.
Polemista, publicà diverses obres per defensar les idees dels menesians emprant el Mémorial catholique creat el 1824 juntament amb Antoine de Salinis.

## Escrits
- Des Doctrines philosophiques sur la certitude, dans leurs rapports avec les fondements de la théologie, Librairie classique, Paris, 1826.
- Considérations sur le dogme générateur de la piété catholique, bureau du Mémorial catholique, Paris, 1829.
- Coup d'œil sur la controverse chrétienne, depuis les premiers siècles jusqu'à nos jours, bureau de l'Agence générale pour la défense de la liberté religieuse, Paris, 1831.
- Conférences de philosophie catholique. Introduction à la philosophie de l'histoire, E. Renduel, Paris, 1832.
- Considérations sur le dogme générateur de la piété catholique, Gaume frères, Paris, 1833.
- Réflexions sur la chute de M. de Lamennais, au bureau de L'Université catholique, Paris, 1838.
- Des Doctrines nouvelles de M. de Lamennais, Société nationale pour la propagation des bons livres, Bruxelles, 1838.
- Esquisse de Rome chrétienne, bureau de l'Université catholique, Paris, 1844-1850.
- Sainte Theudosie, Amiens, 1853 (consultable en ligne sur http://gallica.bnf.fr).
- De la Papauté, en réponse à l'écrit intitulé : "Le Pape et le Congrès", Gaume fr. et J. Duprey, Paris, 1860.
- Mémorandum des catholiques français sur les menaces du Piémont contre Rome, Tolra et Haton, Paris, 1862.